# Nicklas Pedersen (voetballer)
Nicklas Pedersen (Køge, 10 oktober 1987) is een Deense voormalige voetballer die sinds zomer 2018 tot mei 2019 speelde voor FC Emmen. Hij is de zoon van voormalig voetballer en huidig voetbaltrainer Jesper Pedersen.

## Clubcarrière
Pedersen begon zijn professionele voetbalcarrière bij de Deense club Herfølge BK, een club die in die periode afwisselend in de Deense Superliga en 1.Division uitkwam. Met zijn gemiddelde van één doelpunt per twee wedstrijden dwong Pedersen een transfer af naar de Deense subtopper FC Nordsjælland.
Door zijn prestaties bij Jong Denemarken en FC Nordsjælland kwam Pedersen in de nadrukkelijke belangstelling van FC Groningen te staan. Op 5 januari 2009 tekende hij een contract voor 4,5 jaar bij FC Groningen. Pedersen kwam in zijn beginperiode echter weinig in actie vanwege een hardnekkige knieblessure waarvan hij in september 2011 hersteld was. In oktober werd Pedersen echter opnieuw getroffen door een blessure, ditmaal aan zijn heup.
In het seizoen 2011/12 kwam hij af en toe negatief naar voren. Zo gaf hij in een interview met het Dagblad van het Noorden aan expres slecht te hebben getraind omdat hij toch niet opgesteld zou worden. Tevens had hij na afloop van de laatste thuiswedstrijd tegen NAC Breda een woordenwisseling met Hans Nijland. Pedersen kreeg na afloop van het seizoen te horen dat hij kon vertrekken bij FC Groningen. In een interview met de Deense krant Ekstra Blad meldde hij dat hij een jaar eerder al weg had gewild.
Bij KV Mechelen maakte de Deense spits een uitstekende indruk, vond vlot de weg naar het doel en groeide snel uit tot een van de publiekslievelingen. Zijn goede prestaties leverde hem al na één seizoen een transfer op naar KAA Gent. Na een aantal jaren probeerde Nicklas zijn carrière te herlanceren bij KV Oostende, maar zijn glorie zoals bij KV Mechelen kon hij niet meteen terugvinden. Het is bovendien die club die hem terughaalde, na het vertrek van de vaste spits Nicolas Verdier naar KAS Eupen.
Na zijn verblijf in België keerde Pedersen in de zomer van 2018 terug naar Nederland. Hij tekende een contract bij FC Emmen. Pedersen maakte bij Emmen furore door in de uitwedstrijd bij FC Groningen in de laatste minuten van de wedstrijd een 1-0 achterstand om te buigen in een 1-2 overwinning. Enkele weken later, scoorde hij in de thuiswedstrijd tegen PSV ook in de laatste minuten van de wedstrijd twee keer voor Emmen, waardoor de wedstrijd uiteindelijk eindigde in een 2-2 gelijkspel. Pedersen groeide hierdoor in Emmen uit tot publiekslieveling.
Eind januari 2019 viel Pedersen tijdens een training uit met een zware knieblessure. Deze blessure leidde ertoe dat Pedersen op 14 mei 2019 een punt achter zijn carrière heeft moeten zetten.

## Interlandcarrière
Op 24 mei werd bekendgemaakt dat Pedersen deel uitmaakte van de Deense selectie voor het EK 2012 in Polen en Oekraïne. Daar werd de selectie van bondscoach Morten Olsen in de groepsfase uitgeschakeld. Op de verrassende 1-0-overwinning op Nederland volgden nederlagen tegen Portugal (2-3) en Duitsland (1-2), waardoor de Denen als derde eindigden in groep B.
| Interlands van Nicklas Pedersen voor Denemarken | Interlands van Nicklas Pedersen voor Denemarken | Interlands van Nicklas Pedersen voor Denemarken | Interlands van Nicklas Pedersen voor Denemarken | Interlands van Nicklas Pedersen voor Denemarken | Interlands van Nicklas Pedersen voor Denemarken | Interlands van Nicklas Pedersen voor Denemarken |
| №                                               | Datum                                           | Wedstrijd                                       | Uitslag                                         | Soort wedstrijd                                 | Doelpunten                                      | Assists                                         |
| Als speler bij FC Groningen                     | Als speler bij FC Groningen                     | Als speler bij FC Groningen                     | Als speler bij FC Groningen                     | Als speler bij FC Groningen                     | Als speler bij FC Groningen                     | Als speler bij FC Groningen                     |
| ----------------------------------------------- | ----------------------------------------------- | ----------------------------------------------- | ----------------------------------------------- | ----------------------------------------------- | ----------------------------------------------- | ----------------------------------------------- |
| 1.                                              | 11 augustus 2010                                | Denemarken – Duitsland                          | 2 – 2                                           | Vriendschappelijk                               | 0                                               | 0                                               |
| 2.                                              | 7 september 2010                                | Denemarken – IJsland                            | 1 – 0                                           | Kwalificatie EK 2012                            | 0                                               | 0                                               |
| 3.                                              | 8 oktober 2010                                  | Portugal – Denemarken                           | 3 – 1                                           | Kwalificatie EK 2012                            | 0                                               | 0                                               |
| 4.                                              | 12 oktober 2010                                 | Denemarken – Cyprus                             | 2 – 0                                           | Kwalificatie EK 2012                            | 0                                               | 0                                               |
| 5.                                              | 9 februari 2011                                 | Denemarken – Engeland                           | 1 – 2                                           | Vriendschappelijk                               | 0                                               | 0                                               |
| 6.                                              | 10 augustus 2011                                | Schotland – Denemarken                          | 2 – 1                                           | Vriendschappelijk                               | 0                                               | 0                                               |
| 7.                                              | 6 september 2011                                | Denemarken – Noorwegen                          | 2 – 0                                           | Kwalificatie EK 2012                            | 0                                               | 0                                               |
| 8.                                              | 26 mei 2012                                     | Brazilië – Denemarken                           | 3 – 1                                           | Vriendschappelijk                               | 0                                               | 0                                               |
| Als speler bij KV Mechelen                      |                                                 |                                                 |                                                 |                                                 |                                                 |                                                 |
| 9.                                              | 6 februari 2013                                 | Macedonië – Denemarken                          | 3 – 0                                           | Vriendschappelijk                               | 0                                               | 0                                               |
| 10.                                             | 5 juni 2013                                     | Denemarken – Georgië                            | 2 – 1                                           | Vriendschappelijk                               | 1                                               | 0                                               |
| 11.                                             | 11 juni 2013                                    | Denemarken – Armenië                            | 0 – 4                                           | Kwalificatie WK 2014                            | 0                                               | 0                                               |
| Als speler bij KAA Gent                         |                                                 |                                                 |                                                 |                                                 |                                                 |                                                 |
| 12.                                             | 14 augustus 2013                                | Polen – Denemarken                              | 3 – 2                                           | Vriendschappelijk                               | 0                                               | 0                                               |

Bijgewerkt t/m 15 augustus 2013

## Statistieken
| Seizoen         | Club            | Land                | Competitie              | Competitie | Competitie | Play-offs | Play-offs | Beker | Beker | Europa | Europa | Totaal | Totaal |
| Seizoen         | Club            | Land                | Competitie              | Wed.       | Dlp.       | Wed.      | Dlp.      | Wed.  | Dlp.  | Wed.   | Dlp.   | Wed.   | Dlp.   |
| --------------- | --------------- | ------------------- | ----------------------- | ---------- | ---------- | --------- | --------- | ----- | ----- | ------ | ------ | ------ | ------ |
| 2005/2006       | Herfølge BK     | Vlag van Denemarken | Viasat Sport Divisionen | 18         | 3          | —         | —         | ?     | ?     | —      | —      | 18     | 3      |
| 2006/2007       | Herfølge BK     | Vlag van Denemarken | Viasat Sport Divisionen | 19         | 12         | —         | —         | ?     | ?     | —      | —      | 19     | 12     |
| 2007/2008       | Herfølge BK     | Vlag van Denemarken | Viasat Sport Divisionen | 4          | 3          | —         | —         | ?     | ?     | —      | —      | 4      | 3      |
| 2007/2008       | FC Nordsjælland | Vlag van Denemarken | SAS Ligaen              | 12         | 3          | —         | —         | ?     | ?     | 0      | 0      | 12     | 3      |
| 2008/2009       | FC Nordsjælland | Vlag van Denemarken | SAS Ligaen              | 14         | 6          | —         | —         | ?     | ?     | 3      | 0      | 17     | 6      |
| 2008/2009       | FC Groningen    | Vlag van Nederland  | Eredivisie              | 3          | 0          | —         | —         | 0     | 0     | 0      | 0      | 3      | 0      |
| 2009/2010       | FC Groningen    | Vlag van Nederland  | Eredivisie              | 28         | 5          | —         | —         | 1     | 2     | 0      | 0      | 29     | 7      |
| 2010/2011       | FC Groningen    | Vlag van Nederland  | Eredivisie              | 22         | 5          | —         | —         | 2     | 0     | 0      | 0      | 24     | 5      |
| 2011/2012       | FC Groningen    | Vlag van Nederland  | Eredivisie              | 19         | 1          | —         | —         | 0     | 0     | 0      | 0      | 19     | 1      |
| 2012/2013       | KV Mechelen     | Vlag van België     | Jupiler Pro League      | 21         | 12         | 6         | 2         | 2     | 1     | —      | —      | 27     | 15     |
| 2013/2014       | KAA Gent        | Vlag van België     | Jupiler Pro League      | 24         | 5          | 4         | 0         | 4     | 1     | —      | —      | 32     | 6      |
| 2014/2015       | KAA Gent        | Vlag van België     | Jupiler Pro League      | 2          | 1          | 7         | 3         | 1     | 0     | —      | —      | 10     | 4      |
| 2015/2016       | KAA Gent        | Vlag van België     | Jupiler Pro League      | 4          | 0          | 0         | 0         | 1     | 1     | 1      | 0      | 6      | 1      |
| 2015/2016       | KV Oostende     | Vlag van België     | Jupiler Pro League      | 3          | 0          | 2         | 0         | 0     | 0     | —      | —      | 5      | 0      |
| 2016/2017       | KV Oostende     | Vlag van België     | Jupiler Pro League      | 10         | 0          | 0         | 0         | 3     | 1     | —      | —      | 13     | 1      |
| 2017/2018       | KV Mechelen     | Vlag van België     | Jupiler Pro League      | 25         | 4          | —         | —         | 2     | 1     | —      | —      | 27     | 5      |
| 2018/2019       | FC Emmen        | Vlag van Nederland  | Eredivisie              | 12         | 4          | —         | —         | 0     | 0     | —      | —      | 12     | 4      |
| Carrière totaal | Carrière totaal | Carrière totaal     | Carrière totaal         | 240        | 64         | 19        | 5         | 16    | 7     | 4      | 0      | 279    | 76     |

1 Andersen ·
2 C. Poulsen ·
3 Kjær ·
4 Agger  ·
5 S. Poulsen ·
6 Jacobsen · 
7 Kvist ·
8 Eriksen ·
9 Krohn-Dehli ·
10 Rommedahl ·
11 Bendtner ·
12 Bjelland ·
13 Okore ·
14 Schöne ·
15 Silberbauer ·
16 Lindegaard ·
17 Pedersen ·
18 Wass ·
19 J. Poulsen ·
20 Kahlenberg ·
21 Zimling ·
22 Schmeichel ·
23 Mikkelsen ·
Coach: Olsen